# 鈴木耕治
鈴木 耕治（すずき こうじ、1968年7月2日 - ）は、元エフエム青森のアナウンサーで、フリーアナウンサー・ディレクターである。

## プロフィール
- 自称「アジアの恋人」。番組のブログやTwitterでは「ウサギ王子」を名乗ることが多い。
- 血液型はB型。宮城県仙台市出身、育ちは岩手県水沢市（現・奥州市）。
- 1991年4月にエフエム青森に入社。同局では、平山早苗に次ぐ古参アナウンサーである。
- 2023年7月末を以ってエフエム青森を退職。以降はフリーとして、同局の番組を中心にアナウンサー・ディレクター業務等を担当する。

## 担当番組
- RADI-MOTT!
- お昼の地域情報

## 過去の担当番組
- イブニングサーフブルー
- イブニングパワーステーション
- ブラッシュアップモーニング
- エキサイティングサタデー
- スカイラインサウンドハートビート
- インザナイトベルトアワー・ロックインザナイト
- FMランチクラブ〜お昼はなんでもリクエスト
- アフターファイブブリーズ - 金曜版の『アフターフォーブリーズ』も担当。
- イオンウイークエンドカフェ
- サタデーイブニングライブ RADIOジャンクション
- EVENING GATE
- IT'S MY RADIO!
- DAY DREAM BELIEVER
- NTTドコモ青森プレゼンツ・ドコモソニック（不定期）
- となりのカイシャに聞いてみた　supported by オリックスグループ - JFN東北6県ネット。八戸市の吉田産業専務をゲストに迎えた回（2024年1月第4週 - 2月第1週放送）において、小堺翔太のアシスタントを務めた。

## テレビ出演
- バック・トゥ・ザ・デイズ（青森テレビ）